# Donji grad
Donji grad (Nedre staden) är en stadsdel i Zagreb i Kroatien. Stadsdelen har 37 024 invånare (2011) och utgör tillsammans med Gornji grad-Medveščak Zagrebs mest centrala delar. I folkmun kallas stadsdelen för centar (centrum). 

## Geografi
Donji grad ligger i centrala Zagreb och gränsar till stadsdelarna Gornji grad-Medveščak i norr, Maksimir och Peščenica-Žitnjak i öster, Trnje i söder, Trešnjevka-sjever i sydväst och Črnomerec i nordväst.

## Historia
Donji grad började utvecklas relativt sent. Först efter att det osmanska hotet permanent försvunnit på 1600-talet växte antalet byggnader på platsen som var belägen under det befästa Gradec. Området utanför Gradecs södra stadsmur, sedermera Donji grad, hade ditintills till största del upptagits av odlingar vars syfte var att tillgodose Gradecs livsmedelsbehov.
Under 1700-talets andra hälft översteg antalet hus i Donji grad för första gången antalet hus i Gradec men det var först under 1800-talet som stadsdelen fick den urbana prägel som den har idag. Utvecklingen av en social och kulturell medvetenhet om staden som en representant för dess invånare och nationen kom att definiera den nya stadsdelens fortsatta utveckling. Zagreb kom att bli en stad jämförbar men andra provinshuvudstäder inom Dubbelmonarkin. Stadsplanerna från år 1857 och år 1865 skulle komma att ligga till grund för Donji grads fortsatta utveckling.  

## Arkitektur och stadsbild
Byggnaderna i Donji grad är till största del uppförda under 1800–1900-talet. Flera av Zagrebs tongivande byggnader och landmärken, institutioner, myndigheter, politiska och utländska representationer såsom ambassader och konsulat ligger i Donji grad. Till de mer framstående byggnaderna i stadsdelen hör Nationalteatern, Nationalbanken, Arkeologiska museet, Konstpaviljongen, Mimaramuseet, Zagrebs universitet och Centralstationen. Vid stadsdelens traditionella centrum och tillika Zagrebs huvudtorg, Ban Jelačićs torg, bär byggnaderna stildrag från klassicismen, secessionen och modernismen. 
Vid uppförandet av flera byggnader i Donji grad anlitades för tiden välrenommerade arkitekter såsom Hermann Bollé, Bartol Felbinger, Franz Schücht, Franjo Klein och Gjuro Carnelutti. Bartol Felbingers hem vid Ban Jelačićs torg är stadsdelens äldsta byggnad. 
En del av stadsdelen upptas av Lenuzzis hästsko (Lenuzzijeva potkova), även kallad Gröna hästskon (Zelena potkova), som är en hästskoformad serie av parker och torg. Zrinjevac är en av dessa.

### Fotnoter
1. 1 2  Kroatiska statistiska centralbyrån, folkräkningen 2011 Arkiverad 28 mars 2015 hämtat från the Wayback Machine. Läst 7 augusti 2014. (engelska)
2. 1 2  Zagreb.hr Arkiverad 8 augusti 2014 hämtat från the Wayback Machine. – Zagrebs officiella webbplats (engelska)
3. 1 2  ”Donji grad” (på kroatiska). Zagrebs stadsmuseum. Arkiverad från originalet den 7 augusti 2014. https://archive.is/20140807232507/http://www.mgz.hr/hr/postav/donji_grad. Läst 7 augusti 2014.